# Bof... Anatomie d'un livreur
Pour plus de détails, voir Fiche technique et Distribution.
Bof... Anatomie d'un livreur est un film français réalisé par Claude Faraldo, sorti en mars 1971.

## Synopsis
Bof... Anatomie d'un livreur est un éloge du droit à la paresse, décrivant la désertion du travail d'un livreur.

## Fiche technique
Sauf indication contraire, les informations mentionnées dans cette section peuvent être confirmées par la base de données cinématographiques Unifrance,  présente dans la section « Liens externes ».
- Titre : Bof... Anatomie d'un livreur
- Réalisation : Claude Faraldo
- Scénario : Claude Faraldo
- Directeur de la photographie : Sacha Vierny
- Musique : Jean Guérin
- Assistant réalisateur : Robin Davis
- Sociétés de production : Marianne Productions, Albina Productions, Filmanthrope
- Pays de production :  France
- Langue originale : français
- Format : couleur
- Genre : comédie
- Durée : 110 minutes
- Dates de sortie :
  - France : 17 mars 1971

## Distribution
- Marie Dubois : Germaine
- Paul Crauchet : le père
- Marie-Hélène Breillat : Nana
- Julian Negulesco : le fils livreur
- Mamadou Diop
- Michel Fortin : le patron du fils livreur
- Armand Abplanalp
- Jocelyne Beauchêne
- Paul Bisciglia
- Jocelyne Dill
- Annick Fougery
- Michel Garland
- Lara Lane
- Aude Loring
- Marie Mergey : la mère